# علاجات تعبيرية
العلاجات التعبيرية هي استخدام الفنون الإبداعية كشكل من أشكال العلاج ، بما في ذلك التخصصات المتميزة للعلاج بالفنون التعبيرية وعلاجات الفنون الإبداعية (العلاج بالفن،العلاج بالرقص/الحركة،العلاج بالدراما،العلاج بالموسيقى، العلاج بالكتابة، العلاج بالشعر، و الدراما النفسية). تعتمد العلاجات التعبيرية على افتراض أن الناس يمكنهم الشفاء من خلال الأشكال المختلفة للتعبير الإبداعي. يشترك المعالجون التعبيريون في الاعتقاد بأنه من خلال التعبير الإبداعي واستغلال الخيال، يمكن للناس فحص أجسادهم ومشاعرهم وعواطفهم وعملية تفكيرهم.

## تاريخ

### السنوات المبكرة
يعود الفضل إلى مارغريت نامبورغ، وإديث كرامر، وهانا كوياتكوسكا، وإلينور أولمان في كونهم رواد مجال العلاج بالفن الحسي. في حين قدم كل هؤلاء العلماء مساهمات كبيرة، تم الترحيب بمارغريت نامبورغ "أم العلاج بالفن". ركز عملها على استخدام الفن، بشكل أساسي كأداة تشخيصية للتحليل النفسي . وقد اتبعت عن كثب ممارسات التحليل النفسي الأخرى في ذلك الوقت، وكان يُنظر إليها على أنها وسيلة تواصل للأفكار والعواطف اللاواعية التي يعبر عنها المريض.

## أساليب حديثة
ينقسم العلاج بالفن اليوم إلى ثلاثة أساليب مختلفة: الديناميكية النفسية، والإنسانية، والتعليمية التنموية. يستخدم النهج الديناميكي النفسي مصطلحات مثل "التحويل" وآلية الدفاع لوصف سبب تعبير الأفراد عن الفن بالطريقة التي يقومون بها، ولماذا يعد هذا تعبيرًا عن العقل الباطن. النهج الإنساني هو أكثر من نهج علم النفس الإيجابي ، ويتم تعريفه من خلال نظرة متفائلة للبشر، وكيف أن التعبير من خلال فنهم يسمح لهم بالسيطرة على هذه المشاعر. يركز منهج التعلم والتطوير على العلاج بالفن كوسيلة لمساعدة الأطفال الذين يعانون من إعاقات عاطفية وتنموية.

## التعريف والاعتماد
العلاج بالفنون التعبيرية هو ممارسة استخدام الصور وسرد القصص والرقص والموسيقى والدراما والشعر والحركة والبستنة والأحلام والفنون البصرية معًا بطريقة متكاملة لتعزيز النمو البشري والتنمية والشفاء. العلاج بالفنون التعبيرية هو نظام علاجي متميز خاص به، وهو نظام متعدد الوسائط حيث يتحرك المعالج والعميل بحرية بين الرسم والرقص والموسيقى والدراما والشعر.
وفقًا للمنظمة الوطنية للفنون في الصحة، فإن ما يميز علاجات الفنون الإبداعية الستة (الفن والرقص/الحركة والدراما والموسيقى والعلاج بالشعر بالإضافة إلى الدراما النفسية)عن العلاج بالفنون التعبيرية هو أن تدخلات العلاج بالفنون التعبيرية مصممة ليشمل أكثر من شكل من أشكال الفن التعبيري(الفن، الرقص، الدراما، الموسيقى، الشعر)، في حين أن المعالجين بالفنون الإبداعية، مثل الفن والرقص/الحركة والدراما والموسيقى والشعر والمعالجين بالدراما النفسية، هم معالجون غالبًا ما يتم تدريبهم وتعليمهم بشكل مكثف لاستخدام طريقة واحدة فقط في ممارساتهم. لكن المنظمة الوطنية للفنون في الصحة أقرت أيضًا بأن المصطلحات "غالبًا ما تستخدم بالتبادل في هذا المجال"، وأنه على أي حال، يجب على جميع هؤلاء المهنيين أن يتعاونوا بشكل وثيق.
الجمعية الدولية للعلاج بالفنون التعبيرية هي المنظمة المسؤولة التي تتولى عملية اعتماد المعالجين بالفنون التعبيرية.
يربط التحالف الوطني لعلاجات الفنون الإبداعية جميع الأساليب الستة لعلاجات الفنون الإبداعية. ومع ذلك، فإن كل طريقة من طرق العلاج بالفنون الإبداعية لها جمعية وطنية خاصة بها تنظم أوراق الاعتماد المهنية، وتضع المعايير التعليمية وتستضيف مؤتمرات سنوية بغرض تبادل الأفكار والأبحاث الجديدة.

## تعليم
تضع كل جمعية وطنية للعلاجات التعبيرية معاييرها التعليمية الخاصة. يوجد في الولايات المتحدة عدد لا بأس به من الكليات التي تقدم برامج معتمدة تتوافق مع متطلبات الاعتماد الخاصة بالجمعيات الوطنية.
هناك 37 جامعة للعلاج بالموسيقى، 34 جامعة للعلاج بالفن، سبع جامعات للعلاج بالرقص/الحركة، وخمس جامعات للعلاج بالدراما، بالإضافة إلى 5 جامعات للعلاج بالفنون التعبيرية التي وافقت على برامج درجة الماجستير في الولايات المتحدة. بالإضافة إلى ذلك، لدى الجمعية الأمريكية للعلاج بالموسيقى 75 برنامجًا للعلاج بالموسيقى معتمدة. بمجرد الانتهاء من الحصول على درجة أكاديمية، يجب على المعالجين المحتملين التقدم بطلب للحصول على اعتماد في الجمعية الوطنية المسؤولة.

## طرق العلاج بالفنون الإبداعية
هناك ست طرق للعلاج بالفنون الإبداعية، معترف بها من قبل التحالف الوطني لعلاجات الفنون الإبداعية، بما في ذلك العلاج بالفن والعلاج بالرقص والعلاج بالدراما والعلاج بالموسيقى والعلاج بالشعر والدراما النفسية . في بعض المناطق لا يجوز استخدام مصطلحي العلاج بالفنون الإبداعية والمعالج بالفنون الإبداعية إلا من قبل أولئك المرخصين بشكل صحيح، كما هو الحال في ولاية نيويورك.

### علاج فني
تم إنشاء العلاج بالفن في الأربعينيات من القرن العشرين، ويتكون من مزيج من العلاج النفسي والفن. تعمل العملية الإبداعية بالإضافة إلى القطعة الفنية التي تم إنشاؤها كأساس لاستكشاف الذات والفهم والقبول وفي النهاية الشفاء والنمو الشخصي. وبالتالي يمكن النظر إلى الفعل الإبداعي في العلاج كوسيلة لإعادة تجربة الصراع الداخلي المرتبط بالحل. الأنواع الأربعة الرئيسية هي التعبير والخيال والمشاركة النشطة والاتصال بين العقل والجسم. لمساعدة المصابين بالاكتئاب وسرطان الثدي والربو، يمكن إجراء العلاج بالفن في أي عمر ولا يتطلب مجموعة من المهارات. لقد خضع العلاج بالفن لأبحاث مكثفة كشفت أنه يقلل من القلق، ويزيد من مفهوم الذات ونوعية الحياة، ويقلل من الأفكار السلبية. مع وضع هدفين رئيسيين في الاعتبار، يسعى العلاج بالفن إلى تعزيز الأهداف الشخصية والعلائقية للمحتاجين. ويقال أيضًا أن احترام الذات والمهارات الاجتماعية والوظائف المعرفية هي مجال ذو أهمية. يعد المعالج الفني المعتمد أمرًا ضروريًا حتى يضمن العلاج التحسن، ولكن العلاج بالفن الشائع باستخدام صديق لمناقشة الصدمة يمكن أن يكون كافيًا لمساعدة شخص ما.

### علاج بالرقص/الحركة
مثل طرق العلاج بالفنون الإبداعية الأخرى، يعتمد العلاج بالرقص/الحركة على افتراض أن "العقل والجسد والروح لا ينفصلون ومترابطون". الحركة هي الأداة الأساسية للتدخل في جلسة العلاج، ولكن العلاج بالرقص/الحركة يستخدم أيضًا فن اللعب في العلاج. مثل العلاجات الفنية الإبداعية الأخرى، يستخدم في المقام الأول التواصل غير اللفظي. لقد أثبت العلاج بالرقص والحركة أنه الأكثر فائدة لأولئك الذين يستمتعون بالتمارين التي تتضمن قدرًا أقل من التحدث والتعبير من خلال الحركات.

### علاج بالدراما
يشير العلاج بالدراما إلى الجمع بين تخصصين الدراما/المسرح والعلاج النفسي. يستخدم العلاج بالدراما، باعتباره مزيجًا من كلا التخصصين، تقنيات المسرح لعلاج الأفراد الذين يعانون من اضطرابات الصحة العقلية والاضطرابات الإدراكية والتنموية. من خلال فن اللعب والتظاهر، يكتسب المرضى وجهة نظر في العلاج لتجارب حياتهم، والتي يشار إليها في هذا المجال باسم "المسافة الجمالية".

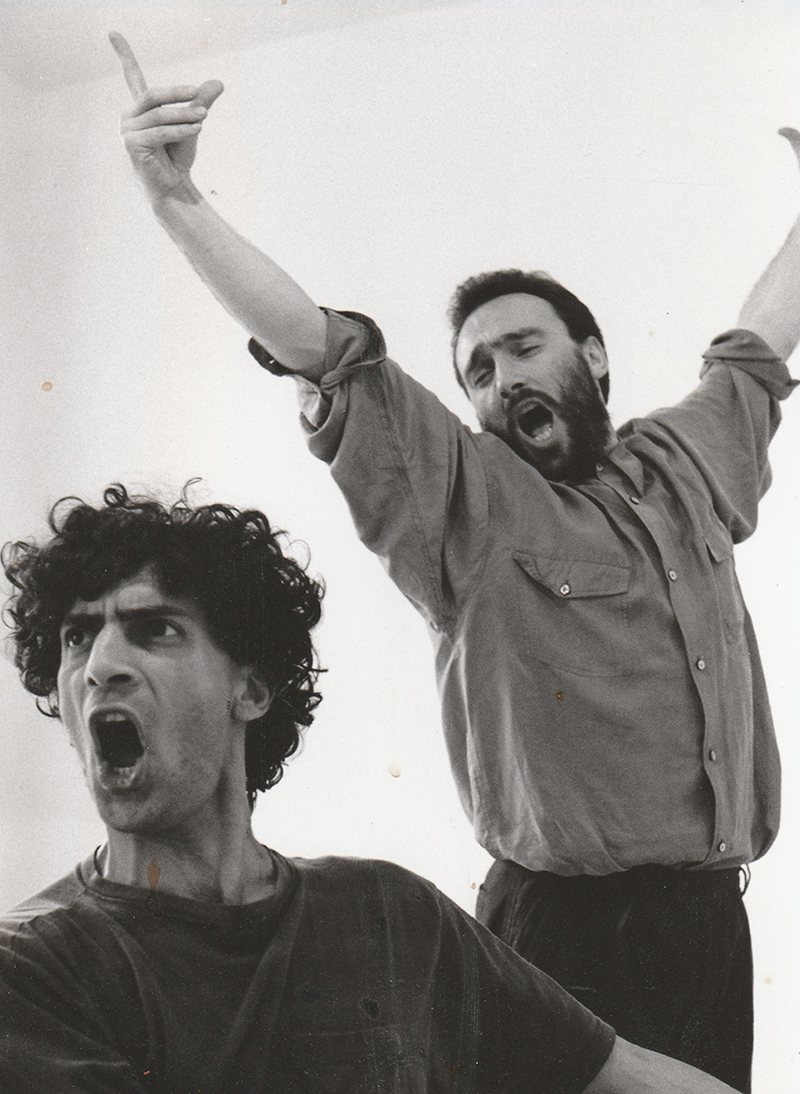
معالج نفسي يستخدم العلاج التعبيري مع العميل للتواصل من خلال الشخصيات

### علاج بالموسيقى
العلاج بالموسيقى هو استخدام الموسيقى أو صناعة الموسيقى أو غيرها من التدخلات المتعلقة بالموسيقى ضمن علاقة علاجية. العلاج بالموسيقى هو مجال واسع يضم العديد من المجالات والسكان للتخصص فيه. يمكن للعلاج بالموسيقى كممارسة شاملة معالجة الاحتياجات العاطفية/النفسية، والمعرفية، والتواصلية، والحركية، والحسية، والألم، والاجتماعية، والسلوكية، واحتياجات نهاية الحياة، وحتى الروحية. ويرجع ذلك جزئيًا إلى معالجة الموسيقى في العديد من مناطق الدماغ. يساعد العلاج بالموسيقى المرضى على "التواصل ومعالجة التجارب الصعبة وتحسين الأداء الحركي أو المعرفي" عند استخدامه كعلاج نفسي، قد يستخدم العلاج بالموسيقى، في جوهره الموسيقى كتمثيل رمزي وتعبير عن العالم النفسي للفرد.
يفيد العلاج بالموسيقى أيضًا مجموعة متنوعة من الاضطرابات، مثل اضطرابات القلب والاضطرابات العقلية. يساعد أولئك الذين يعانون من الاكتئاب والقلق والتوحد وتعاطي المخدرات ومرض الزهايمر. في الحالات التي يعاني فيها الشخص من اضطرابات نفسية، تخفف الموسيقى من التوتر، وتحسن احترام الذات، وما إلى ذلك. أثبتت الأدلة أن الأشخاص الذين استخدموا العلاج بالموسيقى في الماضي قد تحسنوا في عدة جوانب من الحياة لا تتعلق فقط الذين يعانون من أمراض نفسية. في العلاج بالموسيقى قد يقوم الأشخاص بتحسين غنائهم مما قد يؤثر بعد ذلك على قدرتهم على التحدث. ولذلك، فإنه يمكن أن يغير جوانب عديدة من الحياة، وليس فقط تلك المتعلقة بمساعدة الأمراض العقلية.

### علاج بالشعر
العلاج بالشعر (يشار إليه أيضًا باستخدام المصطلح الأوسع العلاج بالقراءة ) يبرز عن علاجات الفنون الإبداعية الأخرى، والتي تعتمد جميعها على افتراض وجود لغة تعمل بدون كلمات. أما العلاج بالشعر فهو استخدام الكلمة المكتوبة لتحقيق الشفاء والنمو الشخصي. على سبيل المثال، يعد كتاب "إلى أشجع شخص أعرفه" أحد الرسوم التوضيحية الكلاسيكية لكيفية استخدام الشعر للتغلب على القلق والاكتئاب (المزاج) وأنواع أخرى من انعدام الأمن.

### الدراما النفسية
الدراما النفسية هي شكل متميز من العلاج النفسي طوره جاكوب ل. مورينو في أوائل القرن العشرين. كان هدف مورينو، وهو طبيب نفسي مدرب، هو إنشاء شكل أكثر فعالية من العلاج النفسي القائم على العمل. تم تعديله لاحقًا من قبل مؤلفين آخرين وفقًا لسيغموند فرويد وكارل يونغ . لقد طور هيكلًا واضحًا ثلاثي المراحل (الإحماء، العمل، المشاركة) لعلاجه بالإضافة إلى طرق التدخل المتعددة التي لا يزال يستخدمها المعالجون بالدراما النفسية حتى اليوم.
على الرغم من أن الدراما النفسية والعلاج الدرامي مرتبطان، إلا أنهما يصفان طرق مختلفة في مجال علاجات الفنون الإبداعية. في حين أن الدراما النفسية تستخدم تجربة الحياة الواقعية للمرضى في العلاج "لممارسة أدوار وسلوكيات جديدة وأكثر فعالية" يتيح العلاج بالدراما للمرضى استكشاف المزيد من القصص الخيالية، مثل المشاهد المرتجلة أو الأساطير أو الحكايات الخيالية.

## فوائد
1. اكتشاف الذات
  - غالبًا ما يؤدي هذا الاكتشاف إلى تخفيف التوتر العاطفي الناجم عن الأحداث الماضية، ويمكن استخدامه كآلية للتكيف.[30]
2. التمكين
  - يمنح العلاج بالفن الأفراد القدرة على التعبير عن مخاوفهم وضغوطهم بطريقة غير تقليدية، وغالباً ما يؤدي إلى الشعور بالسيطرة على هذه المشاعر.[30]
3. تخفيف التوتر
  - فعال لتخفيف التوتر في حد ذاته، ولكن يمكن أن يوفر نتائج أفضل إذا تم إقرانه بأجهزة استرخاء أخرى مثل الصور الموجهة .[30]
4. تخفيف الآلام الجسدية وإعادة التأهيل
  - لقد ثبت أن العلاج بالفن يساعد في تقليل الألم لدى المرضى الذين يتعافون من المرض والإصابة. كما تم استخدامه في المرضى الذين يعانون من أمراض مزمنة ، لتوفير الراحة والسيطرة على الألم.[30]

## دلائل تجريبية

### بول (2002)
أجرت بول بحثًا طويل الأمد على خمسة أطفال اعتبروا أنهم يعانون من اضطراب عاطفي شديد. شارك هؤلاء الأطفال في 50 جلسة علاج بالفن، وتشير النتائج إلى أن العلاج بالفن كان ناجحًا، وأظهر الأطفال تقدمًا ملحوظًا في علاجهم على مدار الجلسات الخمسين.

### بيفالو (2006)
في هذه الدراسة، تم إعطاء 41 فتاة أو امرأة شابة تعرضن للاعتداء الجنسي علاجًا فنيًا جماعيًا منظمًا لمدة ثمانية أسابيع، وتم قياسهن قبل العلاج باستخدام قائمة لأعراض الصدمات للأطفال . تم إخضاعهم للاختبار مرة أخرى بعد العلاج، وبالنسبة لـ 9 من كل 10 فتيات، لوحظ انخفاض ملحوظ إحصائيًا في درجات الاختبار.

### بار سيلا، عتيد، دانوس، غاباي وإبلباوم (2007)
أجريت هذه الدراسة على 60 شخصًا بالغًا مصابًا بالسرطان. حضر هؤلاء البالغون علاجًا فنيًا فرديًا أسبوعيًا، بالإضافة إلى دروس الرسم بالألوان المائية. بعد أربع جلسات فقط، شهدت المجموعة التجريبية تحسنًا ملحوظًا وكبيرًا في الاكتئاب والتعب، وفقًا لمقياس القلق والاكتئاب في المستشفى وجرد موجز للتعب. وفي حين أظهروا انخفاضا في الاكتئاب، لم يكن هناك اختلاف كبير في مستويات القلق لدى المرضى.

### جوساك (2006)
في هذه الدراسة، عمل الباحث مع 29 سجيناً. حضر الرجال ثماني جلسات من العلاج بالفن الجماعي، وتم اختبارهم قبل وبعد العلاج باستخدام النموذج القصير لجرد الاكتئاب. بعد الجلسات الثماني، أظهر جميع الرجال تحسنًا ملحوظًا في أعراض الاكتئاب، وعكست درجاتهم للاكتئاب هذه التحسينات.

### بولفون وآخرون. (2009)
في هذه الدراسة بولفون وآخرون. استخدموا العلاج بالموسيقى كعلاج لهم. تم توزيع 60 امرأة تم تشخيص إصابتهن بسرطان الثدي في المرحلة الأولى أو الثانية بشكل عشوائي على مجموعة ضابطة أو تجريبية. تلقت المجموعة الضابطة مساعدة قياسية قبل العلاج الكيميائي، في حين أتيحت للمجموعة التجريبية فرصة الاستماع إلى الموسيقى قبل بدء العلاج الكيميائي. وأظهرت النتائج أن مستويات القلق لدى المجموعة التجريبية كانت أقل بكثير من مستوياتها لدى المجموعة الضابطة، كما أظهرت أيضا انخفاضا ملحوظا في مستوى الاكتئاب.